# Bara (Bosanski Petrovac, BiH)
Bara je naseljeno mjesto u općini Bosanski Petrovac, Federacija Bosne i Hercegovine, BiH.

## Zemljopis
Ovo je jedino selo na petrovačkom području koje je u ravnici pa tako nema prirodnih granica. Pa ipak su kuće rasute u četiri grupe: Gorinčani, Bara, Buna i Banjci. U selu postoji nekoliko izvora koji uglavnom presuše u ljetnom periodu. Kroz selo prolazi put za Drinić, u općini Petrovac u Republici Srpskoj.

## Povijest
Nekad je ovuda prolazio rimski put od Oštrelja prema dolini Sane, o čemu svjedoče dva pronađena miljokaza (krajputaša), jedan u Gorinčanima s oznakom LVI, drugi u Zdenom dolu koji je nestao. U Bari, kod vrela Vojvodnjača, postojali su svi uvjeti da se odmore umorni putnici i stoka jer je put od Drvara preko Oštrelja bezvodan. Slični miljokazi se nalaze i na ostalom dijelovima petrovačkog područja pa se zna da je to Klaudijev put, sagrađen 47./48. godine pr. Kr. Danas ovdje nema vidljivih ostataka rimskih zdanja, čemu je razlog intenzivna obrada zemljišta, koje je najbolje na petrovačkom području. Ali, da se ovdje nalazila jedna rimska naseobina vidi se po velikoj količini rimske zidne i krovne opeke, temeljnih zidova, i drugih nalaza. Čak se i njive pored izvora Vojvodnjače nazivaju Ciglane zbog velikog broja iz njih izvađenih rimskih cigli. Tek su Turci raskrsnice kod Kolunića i Bara pomaknuli kod Petrova vrela i napravili današnji grad Bosanski Petrovac, a put ispod Osječenice pomaknuli da bi išao sredinom Petrovačkoga polja.

## Stanovništvo

### 1991.
Nacionalni sastav stanovništva 1991. godine, bio je sljedeći:
ukupno: 166
- Srbi - 162
- Hrvati - 1
- Jugoslaveni - 1
- ostali, neopredijeljeni i nepoznato - 2

### 2013.
Nacionalni sastav stanovništva 2013. godine, bio je sljedeći:
ukupno: 75
- Srbi - 73
- ostali, neopredijeljeni i nepoznato - 2